# Distrito de Matalaque
El distrito peruano de Matalaque es uno de los 11 distritos de la provincia de General Sánchez Cerro, ubicada en el departamento de Moquegua, bajo la administración del Gobierno regional de Moquegua, en el sur del Perú.
Desde el punto de vista jerárquico de la Iglesia católica forma parte de la diócesis de Tacna y Moquegua la cual, a su vez, pertenece a la arquidiócesis de Arequipa.

## Historia
El distrito fue creado mediante Ley Regional 304 del 28 de agosto de 1920, en el segundo gobierno de Augusto Leguía.

## Demografía
La población estimada en el año 2000 es de 676 habitantes.

## Autoridades

### Municipales
- 2019 - 2022[4]
  - Alcalde: Mario Nina, del Frente de Integración Regional Moquegua Emprendedora FIRME.
  - Regidores:

  1. Venancia Rocío Nova Revilla (Frente de Integración Regional Moquegua Emprendedora FIRME)
  2. Pedro Chambilla Mamani (Frente de Integración Regional Moquegua Emprendedora FIRME)
  3. Aurelio Ludgarlo Mamani Benegas (Frente de Integración Regional Moquegua Emprendedora FIRME)
  4. Claudio López Choque (Frente de Integración Regional Moquegua Emprendedora FIRME)
  5. Tomás Adolfo Arce Farje (Acción Popular)

## Festividades
- Febrero: Carnavales.
- Octubre: Virgen del Rosario.